# Magyarország és Horvátország kapcsolatai
Horvátország és Magyarország kapcsolatai alatt a kétoldalú kapcsolatrendszert értjük a két ország között. A két ország közötti diplomáciai kapcsolat 1992. január 18-án jött létre, miután Horvátország függetlenedett Jugoszláviától.
Horvátország nagykövetséget tart fent Budapesten, illetve konzulátusokat Pécsen és Nagykanizsán, míg Magyarország nagykövetsége Zágrábban található, emellett rendelkezik főkonzulátussal Eszéken valamint Split városában, Fiumében és Dubrovnikban tiszteletbeli konzulátussal.
1102-ben, az előzőleg független Horvát Királyság és Magyar Királyság perszonálunióban egyesült Könyves Kálmán uralma alatt. Az Oszmán Birodalom hódításait és a katasztrofális kimenetelű mohácsi csatát követően 1527-ben, a horvát nemesség I. Ferdinándot, a német-római császárt választotta meg új uralkodójának. Ezt a magyar nemesség ellenezte, viszont a Magyar Királyság annektálása után Horvátország és Magyarország továbbra is perszonálunióban maradt.

## Külképviseletek
- Magyarország zágrábi nagykövetsége
  - Fiume, tiszteletbeli konzul
  - Dubrovnik, tiszteletbeli konzul
  - Eszék, Magyarország eszéki főkonzulátusa
  - Split, tiszteletbeli konzul
- Horvátország budapesti nagykövetsége
  - Nagykanizsa, konzulátus
  - Pécs, főkonzulátus